# Семёнов, Виктор Никонорович
Виктор Никонорович Семёнов (27.10.1939) — российский учёный в области материаловедения, пайки, сварки, термообработки и производства ракетно-космической техники; доктор технических наук (1987), профессор (1992), лауреат Государственных премий СССР и РФ (1988, 2000), заслуженный металлург РФ (24.12.1996), лауреат премии им. академика В. П. Глушко (2005). Заслуженный деятель науки Российской Федерации (2009).
Родился 27.10.1939 на Донбассе. С 1946 года жил с родителями в д. Лобаново (ныне в городской черте Химок).
Окончил 7 классов Химкинской школы № 5 (1954) и Химкинский механический техникум (1958).
С 1958 года работал в ОКБ-456 (НПО «Энергомаш» имени академика В. П. Глушко), сначала простым рабочим, потом контролёром в цехе турбонасосных агрегатов. Поступил во Всесоюзный заочный машиностроительный институт (ВЗМИ), со второго курса был призван в армию (1961—1964, погранвойска), окончил институт в 1969 г.
Работал технологом цеха, ведущим инженером в лаборатории пайки в отделе главного металлурга, главным сварщиком, заместителем главного инженера по науке, главным инженером опытного завода. С 2005 по 2011 г. технический директор опытного завода НПО Энергомаш.
В 1976 году окончил заочную аспирантуру и защитил кандидатскую диссертацию «Исследования, разработка и внедрение технологии пайки форсуночной головки». В 1987 году защитил докторскую диссертацию.
По совместительству преподавал в МВТУ, МАИ и ВЗМИ (0,25 профессорской ставки).
После ухода с «Энергомаша» работал в Государственном инжиниринговом центре по технологическому перевооружению промышленных предприятий РФ. С августа 2013 г. заместитель Генерального директора по науке и руководитель Института машиностроительных компетенций.
Последнее место работы — главный научный сотрудник Центра Келдыша (Роскосмос).
Принимал участие в разработке ракетных двигателей нескольких поколений, в том числе РД170 для ракетно-космической системы «Энергия» — «Буран» и последующих ЖРД, в том числе РД-180, РД191 и РД-171М.
Автор более 300 научных работ, в том числе около 150 патентов и авторских свидетельств на изобретения в области пайки, сварки, материаловедения и физики твердого тела. Ряд изобретений запатентован в странах Западной Европы и США.
В 1998 г. получил диплом на научное открытие (без соавторов).
Государственная премия СССР 1988 года.
Государственная премия РФ 2000 года — за разработку научных основ создания нового поколения сталей и сплавов для эксплуатации в экстремальных условиях и технологии их обработки.
Заслуженный металлург РФ (24.12.1996), лауреат премии им. академика В. П. Глушко (2005). Заслуженный деятель науки РФ (2009). Награждён серебряной медалью ВДНХ.
Автор автобиографической книги:
- Через трудности к победе! [Текст] / В. Н. Семенов. — (2-е перераб. и доп. изд., 2017 г.). — Москва : [б. и.], 2017. — 397с. : ил., портр.; 30 см.